# Jan Władysław Lemański
Jan Władysław Lemański ps. „Włostowski” (ur. 24 czerwca 1897 w Warszawie, zm. 20 sierpnia 1944 tamże) – porucznik kawalerii Wojska Polskiego.

## Życiorys
Urodził się 24 czerwca 1897. Rodzicami byli Wincenty Lemański (1862–1917), adwokat, obrońca w procesach politycznych 1905–1907, polityk Polskiego Zjednoczenia Postępowego oraz Eugenia z domu Kozłowska h. Boleścic (1860–1926), wnuczka Fortunata Saryusz-Wolskiego. Przed 1914 ukończył gimnazjum. Po wybuchu I wojny światowej wstąpił do Legionów Polskich. Służył w 4. szwadronie 1 pułku ułanów jako starszy ułan. 3 lipca 1916 roku został ranny w bitwie pod Optową.
Po odzyskaniu przez Polskę niepodległości został przyjęty do Wojska Polskiego. Brał udział w wojnie polsko-bolszewickiej. 19 stycznia 1921 roku został zatwierdzony z dniem 1 kwietnia 1920 roku w stopniu porucznika, w kawalerii, w grupie oficerów byłych Legionów Polskich. W 1921 roku był pomocnikiem attaché wojskowego w Helsinkach, a jego oddziałem macierzystym był 3 pułk ułanów w Tarnowskich Górach. 3 maja 1922 roku został zweryfikowany w stopniu porucznika ze starszeństwem z dniem 1 czerwca 1919 roku i 448. lokatą w korpusie oficerów jazdy (od 1924 roku – kawalerii). W 1923 roku pełnił funkcję pomocnika attaché wojskowego w Rydze, kmdr. por. Bohdana Jarocińskiego, pozostając oficerem nadetatowym 3 pułku ułanów. Po powrocie do kraju kontynuował służbę w macierzystym pułku. 5 listopada 1928 roku został przeniesiony do 11 pułku Ułanów Legionowych w Ciechanowie. Z dniem 3 lutego 1931 roku został przydzielony na pięciomiesięczny kurs obserwatorów lotniczych dla oficerów broni przy Centrum Wyszkolenia Lotniczego w Dęblinie. Słuchaczem tego kursu był również ówczesny porucznik Józef Kuropieska. W swoich wspomnieniach napisał, że porucznik Lemański nie awansował ponieważ „był monarchistą. Przykładał rękę do jakichś zabiegów politycznych, które miały w Polsce restytuować króla”.
23 marca 1932 roku został przeniesiony do Dowództwa Okręgu Korpusu Nr VI we Lwowie na stanowisko oficera ordynansowego. 11 kwietnia 1933 roku został przeniesiony do 14 pułku Ułanów Jazłowieckich we Lwowie. 30 marca 1934 roku został zwolniony z zajmowanego stanowiska, pozostawiony bez przynależności służbowej i oddany do dyspozycji dowódcy Okręgu Korpusu Nr VI. Z dniem 31 lipca 1934 roku został przeniesiony w stan spoczynku.
Podczas II wojny światowej działał w Armii Krajowej. Był członkiem organizacji Organizacja Wojskowa – Zbrojne Pogotowie Narodu „Miecz i Pług”. Podjął walkę w powstaniu warszawskim w szeregach Grupy Warszawa „Północ”, Zgrupowania „Sienkiewicz”, Zgrupowania „Kuba-Sosna”, batalionu „Gozdawa”. Poniósł śmierć od bomby 20 sierpnia 1944, pochowany na Długiej 15, mogiła 13. Po ekshumacji pochowany na Cmentarzu Wojskowym na Powązkach (kwatera B 8-2-1).

## Ordery i odznaczenia
- Krzyż Niepodległości (12 maja 1931)[21]
- Krzyż Walecznych
- Kawaler Orderu Białej Róży Finlandii (Finlandia)

## Upamiętnienie
Mur Pamięci przy Muzeum Powstania Warszawskiego - Kolumna: 193 Miejsce: 35

## Rodzina
- Jadwiga z d. Loikasek (1914-1994) - żona,
- Mirosław Lemański (1892-1920) – student prawa Uniwersytetu Warszawskiego, porucznik W.P. - brat,
- Helena Domańska z d. Choynowska (1885-1944) - przyrodnia siostra,
- Piotr Choynowski (1885-1935), pisarz - brat przyrodni,
- Jan Lemański (1866-1933), poeta, satyryk i bajkopisarz okresu Młodej Polski - stryj.